# Парафія Преображення Господнього (м. Бориспіль)
Парафія Преображення Господнього у м.Бориспіль (грец. παροικία від грец. παρά «біля» й грец. οἶκος «дім») — релігійна громада Римо-Католицької Церкви у м. Бориспіль.

## Історія парафії
Римсько-католицька парафія Преображення Господнього і Монастир св. Бонавентури Ордену Братів Менших Конвентуальних (Францисканців) Перша в історії міста римсько-католицька парафія в Борисполі була заснована в 1997 р. На початках до парафії, що знаходилась в тимчасовій каплиці на території будови, доїжджав з Києва дієцезіальний священик о. Веслав Стемпень.
3 листопада 2000 р. до Борисполя приїхав перший францисканець о. Олександр Литвинюк. Спершу він мешкав при Кафедральному соборі св. Олександра в Києві та доїжджав до парафії два рази на тиждень. 21 листопада 2000 р. зі Львова приїхав о. Томаш Риба і від того часу брати поселилися в Борисполі. 22 листопада єпископ Ян Пурвінський, києво-житомирський ординарій, видав декрет про передання парафії Преображення Господнього в Борисполі Ордену Братів Менших Конвентуальних і призначив о. Томаша настоятелем, а вікарієм о. Олександра.
У 2003 р. після виїзду бр. Олександра до Львова до парафії приїхав неопресвітер бр. Едуард Кава. У 2005 р. бр. Едуард виїхав до Кременчука, натомість до парафії приїхав бр. Андрій Ванат, який до цього часу провадив душпастирську діяльність в Галичі і протягом семи років був вчителем першого року формацій кандидатів до Ордену. У 2007 р. до парафії приїхав із Кременчука бр. Кшиштоф Пельц. У 2008 р. після виїзду з України бр. Томаша Риби настоятелем парафії було призначено бр. Андрія Ваната. До спільноти долучився бр. Олександр Литвинюк. Від цього часу, у зв'язку із закінченням будови монастиря та достатньою кількістю братів, розпочато клопотання щодо офіційного встановлення в Борисполі монастиря.
3 травня 2009 р. в силу монастирського та церковного права у Борисполі встановлено монастир св. Бонавентури, а першим настоятелем монастиря призначено бр. Андрія Ваната. Після виїзду в 2009 р. бр. Кшиштофа до Більшівців до монастиря приїхав бр. Андрій Кухаж і бр. Едуард Кава, який виконує функцію делегата провінціала в Україні, отож монастир у Борисполі став місцем, в якому перебував настоятель францисканців в Україні. У 2010 р. монастир залишили бр. Андрій Кухаж, бр. Олександр Литвинюк і бр. Едуард Кава, а на їхнє місце приїхали бр. Ярослав Крук і бр. Павло Одуй.
Після провінціальної капітули, яка відбулася в 2012 р. склад братів монастиря знову змінився. Бр. Едуард Кава був призначений настоятелем монастиря, а бр. Станіслава Нуцковського призначено настоятелем парафії. Окрім них до спільноти приєдналися бр. Станіслав Пенкала і бр. Михайло Безронк. Головними заняттями братів є провадження парафії, проведення реколекцій, організація францисканського життя в Україні, служіння в Дитячому будинку в Бортничах у співпраці з о. Йосипом Червінкою та участь у проведенні суботніх програм на Радіо Марія..

## Розклад Богослужінь
понеділок - 18.30
середа - 18.30
п'ятниця - 18.30
вівторок - 8.00
четвер - 8.00
субота - 9.00, 18.30 (недільна)
неділя - 10.00, 12.00 - з участю дітей

## Преображення Господнє
Описане в Євангеліях таємниче преображення (перетворення), явлення Божественної величі й слави Христа на горі Фавор (Табор).

### Розповідь про подію в Євангеліях
За Матвієм, Марком та Лукою (Мт. 17:1–6, Мк. 9:1–8, Лк. 9:28–36), одного дня Ісус узяв із собою трьох апостолів: Петра, Якова та Івана, — і привів їх на «високу гору», яку часто ототожнюють з горою Фавор. Там на їхніх очах він «переобразився»: його вбрання стало сліпучо білим, а обличчя засяяло, мов сонце. Біля нього, уособлюючи Закон і пророків, з'явився Мойсей та Ілля. Світла «ясна» хмара огорнула їх, а голос із тієї хмари промовив: «Це — мій улюблений Син, що я його вподобав: його слухайте» (Мт.17:5, 2 Пт 1:17). Петро, думаючи, що остаточно надійшла година Божої слави та вічного святкування Кущів, хотів натягнути три намети. Але за мить апостоли не побачили нікого, крім самого Ісуса (Мт.17,1-8). Розповідь про преображення подається між двома повідомленнями Ісуса про близьку смерть і воскресіння. У цій сцені присутність Мойсея та Іллі поруч з Ісусом означає зв'язок між старим і новим Завітом. Світло, що переображує Ісуса, є водночас відображенням божественної слави (як у випадку з Мойсеєм на горі Синай; Вих.34,29) і передвістям слави його воскресіння. Вона не осяє його, допоки він не пройде випробування смертю. Троє очевидців Преображення Ісуса стануть очевидцями його агонії.